# Список запрошених зірок серіалу «Друзі»
«Друзі» (англ. Friends) — популярний американський ситком, про групу з шести друзів, що живуть в Нью-Йорку. З 1994 по 2004 було знято 236 серій (епізодів). Серіал з великим успіхом демонструвався в різних країнах світу, і за свої 10 сезонів на телебаченні отримав величезну кількість нагород (Emmy і «Золотий глобус») і підкорив мільйони глядацьких сердець у всьому світі.
В Україні окремі сезони серіалу показувались телеканалами 1+1, Сіті та Новий.

## Запрошені зірки
- Кріс Айзак у ролі Роб Донн (Епізод Після Суперкубка)

- Роб прохає Фібі заспівати для дітей у бібліотеці, але їх батьки були нажахані її піснями. Проте діти прийшли до кафе, щоб слухати її.

- Девід Аркетт у ролі Мальколма (Епізод 3-03)

- Колишній коханий Урсули, який переслідував її всюди. Потім, переключився на Фібі, прийнявши її помилково за її сестру. Девід Аркетт також з'являється в Епізоді 7-05 у ролі чоловіка, перед яким вибачається Росс.

- Алек Болдуїн у ролі Паркера (Епізоди 8-17 і 8-18)

- Паркер — позитивно налаштований і позитивно на все реагуючий чоловік, який своїм позитивом став страшно дратувати Фібі та її друзів.

- Джеф Голдблюм

- Партнер Джо по зйомках (9-15)

- Дені ДеВіто у ролі стриптизера (серія 10-11)

- Моніка і Рейчел влаштовують Фібі дівичник і запрошують на нього стриптизера, якого вони доводять до сліз.

- Крістіна Епплґейт у ролі Емі Грін (Серії 9-08 і 10-05)

- Сестра Рейчел, яка ніяк не може запам'ятати ім'я Емми і вважає Росса продавцем кебабів.

- Ден Кастелланета у ролі Двірника Зоопарку (Епізод Після Суперкубка (частина 1)).

- Він повідомляє, що Марсель був викрадений і змушений працювати у шоу-бізнесі і в наш час[коли?] на зйомках фільму в Нью-Йорку.

- Біллі Кристал в ролі чоловіка, з яким персонажу Робіна Вільямса зраджує дружина (Епізод 3-24)
- Жан Клод Ван Дам у ролі себе самого (серії 2-12 і 2-13)

- Росс вирушає до зоопарку відвідати свого колишнього вихованця Марселя, де дізнається, що той знімається в Нью-Йорку у фільмі з Ван Даммом.

- Ель Макферсон у ролі Жанін Лакру

- Після того, як Чендлер переїжджає до Моніки, Джої пише оголошення про нового сусіда по кімнаті. Приваблива австралійська танцюристка Джанін відноситься і Джо відразу дає їй кімнату, не знаючи нічого про неї. Вона додає жіночності у квартиру, вішаючи фотографії дітей, квітів і дітей, одягнених як квіти, що не подобається Джої (насправді подобається). Вона не любить Моніку і Чендлера.

- Гері Олдман у ролі Річарда Кросбі (Епізоди 7-23 і 7-24)
- Шон Пенн у ролі Еріка (Епізоди 8-06, 8-07)

- Обманутий наречений Урсули. Думає, що Урсула вчителька, займається благодійністю і ходить до церкви. Але Фібі розповідає йому про обман. Після чого, вони починають зустрічатися, але їхні стосунки заплутуються через те, що вона нагадує йому про Урсулу.

- Бред Пітт в ролі хлопця, який вчився у школі з Росом, Монікою і Рейчел (Епізод 8-9)

- Ненавидить Рейчел з приводу того, що та раніше сильно знущалася над ним. Разом з Росом вони організували клуб «Я ненавиджу Рейчел». Раніше також, як і Моніка, був товстим. Двома своїми найлютішими ворогами вважає Рейчел Грін і складні вуглеводи (батат).

- Фредді Принц Молодший в ролі Сенді

- найнявся на посаду няні для Емми. Своєю витонченістю сподобався Рейчел і всім іншим, крім Росса.

- Вайнона Райдер у ролі Мелісси (Епізод 7-20)

- Колишня сестра жіночого товариства, з якою у Рейчел колись була палка ніч.

- Деніз Річардз у ролі кузіни Моніки та Росса (Епізод 7-19)
- Джулія Робертс в ролі однокласниці Чендлера Сьюзі Мосс (Епізод 2-13)
  - На зйомках фільму Чендлер зустрічає свою колишню однокласницю, над якою він колись зло пожартував, і тепер вона хоче помсти.
- Ізабелла Росселіні в ролі самої себе.

- Знялася в серії, де друзі складали список знаменитостей, з якими можуть переспати, перебуваючи у відносинах. Росс включив в свій список Ізабеллу, але Чендлер сказав, що це нечесно. Тоді Росс викреслив її зі списку, і в цей же день зустрів її в кав'ярні.

- Сьюзен Серендон у ролі Сесілії Монро (Епізод 7-15)

- Актриса з серіалу «Дні нашого життя». Вона знаменита тим, що вихлюпує напої людям в обличчя і роздає ляпаси. Її героїню вбивають, а її мозок пересаджують персонажу Джо. Це його шанс повернутися в серіал. Вона допомагає йому працювати над роллю, між ними виникають нетривалі стосунки. В кінці серії Сесілія повідомляє, що їде в Мексику зніматися в новому фільмі.

- Бен Стіллер в ролі одного з залицяльників Рейчел (Епізод 3-22)

- Рейчел призначає побачення хлопцю, у якого проблеми з нервами. Росс всіляко намагається довести це Рейчел.

- Кетлін Тернер в ролі батька Чендлера (Епізоди 7-22 — 7-24)
- Різ Візерспун в ролі сестри Рейчел, Джилл (Епізод 6-13)

- Сестра Рейчел, Джилл, свариться з батьком і приходить до неї. Рейчел переживає через те, що між її сестрою і Россом з'являються якісь почуття.

- Брюс Вілліс в ролі Пола (Епізоди 6-21 - 6-23)

- Батько студентки з якою нетривалий час зустрічався Росс, працюючи в університеті.

- Робін Вільямс в ролі чоловіка, якому зраджує жінка (Епізод 3-24)
- Дакота Фенінг у ролі Маккензі

- Дівчинка, з якою Джо розмовляє в будинку Моніки і Чендлера.

- Хелен Хант в ролі відвідувачки кав'ярні, сплутавши Фібі з Урсулою (Епізод 1-16)
- Чарлтон Хестон у ролі самого себе (Епізод 4-14)

- Джої повинен грати у новому фільмі Чарлтона Хестона, але пахне жахливо через триденну рибалку з батьком і раніше не було часу на душ. Він вривається в роздягальню Хестона і використовує його душ.

- Брук Шилдс у ролі скаженої фанатки доктора Дрейка Реймора (Епізоди 2-12 — 2-13)
- Чарлі Шин в ролі Райана (Епізод 2-23)

- Фібі захворює на вітрянку, а в цей час до неї приїжджає її коханий моряк. Вони обидва хворіють і інші учасники стежать, щоб вони не чухалися.